# شمخال (قوچان)
شمخال، روستایی است از توابع بخش باجگیران شهرستان قوچان در استان خراسان رضوی ایران.

## وجه تسمیه
شمخال همچنین هم‌اکنون نام شهری در داغستان روسیه می‌باشد. برخی محققان معتقدند این واژه دارای ریشهٔ عربی می‌باشد.
اما بنا بر گفتهٔ بسیاری از محققان، شمخال یا شاوهال (Shamkhal, or Shawhal) نامی ترکی است که برای اشاره به دولت یا فرمانروایان ترک استفاده می‌شده. منطقهٔ تحت سیطرهٔ شمخال، شمخالات ترکی (دولتخانه یا همان دولت شهر) نام داشته‌است. این نام به‌طور گسترده‌تری در بین ترکهای قموق در داغستان و شمال‌شرقی قفقاز طی قرون ۸ الی ۱۹ استفاده می‌شده‌است.
تاریخ‌شناس داغستانی، ماگمادوو در این باره گفته‌است: دلایل محکمی وجود دارد که نشان می‌دهد این واژه (شمخال) مربوط به دوران خانات قپچاق (اردوی زرین)، و نه اعراب، می‌باشد.
اولیا چلبی جهانگرد ترک (عثمانی) نیز ابراز داشته شمخال دارای ریشهٔ ترکی اوغوز می‌باشد.
شمخال از طریق پرتاب یک سیب قرمز که یک سنت کهن بین مردم ترک است، انتخاب می‌شده‌است.

## جمعیت
این روستا در دهستان دولتخانه نزدیک شهر مرزی باجگیران در کناره شمال شرقی ایران و در نزدیکی کشور ترکمنستان قرار داشته و بر اساس سرشماری سال ۱۳۸۵ جمعیت آن ۱۶۴ نفر (۴۴ خانوار) بوده‌است.